# Танк прорыва
Танк прорыва — функциональная разновидность танков межвоенного периода, предназначенных для преодоления укреплённой линии обороны противника на тех направлениях и участках фронта, где военным командованием было запланировано проведение стратегических наступательных операций с развитием наступательной инициативы вглубь занимаемой противником территории. С точки зрения военной науки указанного периода и теорий боевого применения бронетанковых сил, танки прорыва предназначались для действий в первом эшелоне наступающих сил, будучи передовым элементом боевого порядка. Для решения перечисленных задач танки прорыва должны были обладать надёжной бронезащитой, устойчивой к противотанковым средствам противника, и достаточной огневой мощью для подавления его огневых точек. Для достижения требуемых огневых возможностей и повышения живучести машин на поле боя танки прорыва межвоенного периода нередко проектировались тяжёлыми и многобашенными. Как и множество других образцов вооружения и военной техники тех лет, многие проекты танков прорыва не вышли за пределы стадии проектирования и опытно-конструкторских работ.

## Доктрина
В соответствии с господствовавшей в те годы в Красной Армии теорией глубокой операции и глубокого боя, разработанной М. Н. Тухачевским, В. К. Триандафилловым, К. Б. Калиновским, впоследствии развитой их учениками Г. К. Жуковым и др. советскими военными теоретиками, к разработке танков прорыва и танков дальнего действия были привлечены ведущие советские опытно-конструкторские учреждения, видные учёные и организаторы производства в сфере танкостроения. В Веймарской Германии и Третьем рейхе в 1920-е — 1930-е гг. велись работы в том же направлении, сначала подспудно, с соблюдением мер конспирации, а после взятия курса на ремилитаризацию — открыто, но с соблюдением необходимых мер по защите военной тайны. Немецкие танкостроители достигли больших успехов в деле создания танков прорыва (нем. Durchbruchswagen), работы по которым велись достаточно интенсивно до 1941 года, после чего был взят курс на развитие и усовершенствование парка тяжёлых танков без особого акцента на танки прорыва (хотя прорыв укреплённой линии обороны противника по-прежнему оставался одним из пунктов технического задания к любым проектам немецких тяжёлых танков и ряд специализированных проектов в этом направлении вёлся практически до 1943 года — перехода немецких сил по всем фронтам от наступательных действий к оборонительным). Аналогичное направление развития бронетехники было избрано французскими танковыми конструкторами межвоенного периода (фр. char de rupture и char lourd de rupture). В США и странах Британского Содружества, в силу отсутствия сухопутных границ с вероятными противниками и принципиально иного (экспедиционного) способа ведения военных действий, техника такого рода специально не разрабатывалась (как и тяжёлые танки вообще), формулировка «танк прорыва» (англ. breakthrough tank) употреблялась исключительно к зарубежной бронетехнике.

## Организация
Организационно танки прорыва предполагалось сводить в отдельные танковые батальоны (в составе пехотных, моторизованных и танковых дивизий) и танковые полки прорыва (в составе корпусов и армий), отличавшиеся от линейных танковых частей своей организационно-штатной структурой и преобладанием парка тяжёлых танков над средними и лёгкими. Танковым частям прорыва в ходе их формирования присваивалось почётное наименование «гвардейские». С началом Великой Отечественной войны и имевшими место многочисленными потерями советской стороны в живой силе и технике, вопрос проведения глубоких наступательных операций на определённое время стал неактуален, многие из сохранившихся танковых частей прорыва были расформированы или переформированы в гвардейские тяжёлые танковые батальоны и полки. Впоследствии, по мере приближения коренного перелома в войне и подготовки советского командования к перехвату стратегической наступательной инициативы, практика создания танковых частей прорыва возобновилась с учётом анализа накопленного боевого опыта и допущенных ранее ошибок. Основным методом действий танковых соединений и объединений, составлявших эшелон развития успеха в начале операции, должен быть ввод их в прорыв, отсюда возобновление практики применения танковых частей прорыва. В октябре 1942 года было начато создание отдельных тяжёлых танковых полков прорыва Резерва Верховного Главнокомандования (РГК). По штату полк состоял из четырёх рот, в каждой по пять танков, и роты технического обеспечения, всего — 214 человек личного состава и 21 тяжёлый танк. В феврале 1944 года имевшиеся тяжёлые танковые полки прорыва были переведены на новые штаты. Одновременно было вновь сформировано несколько таких полков. В новых полках имелось четыре танковые роты, рота автоматчиков, сапёрный, хозяйственный взводы и полковой медицинский пункт, всего — 375 человек личного состава и 21 тяжёлый танк. В декабре 1944 года было начато формирование отдельных гвардейских тяжёлых танковых бригад. Организационно бригада состояла из трёх тяжёлых танковых полков прорыва, моторизованного батальона автоматчиков, подразделений обеспечения и обслуживания, всего по штату в бригаде насчитывалось 1666 человек, 65 тяжёлых танков, 3 самоходные артиллерийские установки, 19 бронетранспортёров и 3 бронемашины.

## Образцы
- СМК (СССР)
- Char b 1